# Bren Foster
Bren Foster (* 2. November 1976) ist ein australischer Schauspieler und Kampfsportler. Er wurde bekannt durch seine Rolle in der Serie The Last Ship. Bren Foster ist Träger des schwarzen Gürtels in Taekwondo, Hapkido, Hwarangdo und Brazilian Jiu-Jitsu.

## Karriere
Foster ist seit 2001 als Schauspieler tätig. Bekannt wurde er durch seine Rolle als Wolf „Wolf-Man“ Taylor in vier Staffeln der Serie The Last Ship. Weiterhin trat er in TV-Serien wie Zeit der Sehnsucht und Melissa & Joey sowie Filmen wie Cedar Boys und Force of Execution auf. Foster spielt Max Rockatansky im Videospiel Mad Max.

## Filmografie

### Filme
- 2001: Invincible
- 2008: Man of Blood
- 2009: Vinyl
- 2009: Drowning
- 2009: Cedar Boys
- 2011: Venger
- 2011: Bad to the Bone
- 2011: War Flowers
- 2012: Maximum Conviction
- 2013: Force of Execution
- 2015: Terminus
- 2015: Infini
- 2016: The Osiris Child
- 2024: Life After Fighting

### Fernsehen
- 2007–2008: Home and Away (3 Folgen)
- 2008: East West 101 (eine Folge)
- 2008: The Strip (eine Folge)
- 2008: Review with Myles Barlow (eine Folge)
- 2008–2010: Fight Science (2 Folgen)
- 2009: Sea Patrol (2 Folgen)
- 2011: Femme Fatales (eine Folge)
- 2011–2012: Zeit der Sehnsucht (108 Folgen)[4]
- 2011: Melissa & Joey (eine Folge)
- 2015–2018: The Last Ship (21 Folgen)

### Videospiele
- 2015: Mad Max